# Achú
Achú: musiexplorando con Alegría y Gracia es un programa infantil chileno presentado por los exploradores "Domingo Alegría" y "Eusebio Gracia", interpretados por los músicos Felipe Ilabaca y Pablo Ilabaca respectivamente, hermanos, ambos miembros del grupo chileno Chancho en Piedra. Cada capítulo consta de cinco minutos de duración, durante los cuales los exploradores muestran a través de una canción lo descubierto en sus aventuras por el mundo entero. Todas las canciones son compuestas y producidas por Felipe y Pablo Ilabaca. Achú también es la onomatopeya de lo que hacemos cuando estornudamos

## Canciones

### Primera temporada
1. Achú (Tema Central)
2. Gusi
3. A Jugar
4. Macaquinho Amarelu
5. Estrella De Luz
6. La Alfombra De Estambul
7. El Duende Trasladín
8. Adrián, el hipopótamo con hipo
9. Mi Chanchi No Conoce El Mar
10. Samuel El Salmón Y Martin Pescador
11. La Gallina Francolina
12. El Ratón Humberto
13. La Mansión Del Rocanrol Fantasma
14. Papelito Blanco
15. El Papá Noel Va A Llegar
16. Musiexplorar

## Frases de los personajes
Introducción:
- Ambos: "¡Hola aventurines!"
- Domingo: "¡Mi nombre es Domingo Alegría!"
- Eusebio: "¡Y yo soy Eusebio Gracia!"
- Domingo: "Y somos..."
- Ambos: "¡Musiexploradores!"
- Eusebio: "Se preguntarán en qué consiste la musiexploración."
- Domingo: (excepto en el episodio "Musiexplorar") "Se trata de relatar musicalmente todas nuestras aventuras y exploraciones alrededor del globo terráqueo."...

Final:
- Domingo: "¡Hasta la próxima aventurines!"
- Ambos: "...¡y no olviden musiexplorar la vida!"